# 何氏螳属
何氏螳属（学名：Hebardia）为小狭螳科的一个属。

## 下属物种
本属包括以下物种：
- 通透何氏螳 Hebardia pellucida Werner, 1921